# Davy Tuytens
Davy Tuytens (Gant, 14 de juliol de 1986) va ser un ciclista belga. Combina la carretera amb el ciclisme en pista.

## Palmarès en pista
- 2005
  - 1r a la UIV Cup de Gant (amb Nicky Cocquyt)
- 2006
  - 1r a la UIV Cup de Rotterdam (amb Nicky Cocquyt)
  - 1r a la UIV Cup de Bremen (amb Nicky Cocquyt)